# Old Time’s Sake
Old Time’s Sake (englisch für „um der alten Zeiten willen“) ist ein Lied des US-amerikanischen Rappers Eminem, auf dem auch sein Entdecker Dr. Dre zu hören ist. Der Song ist die vierte Singleauskopplung seines sechsten Studioalbums Relapse und wurde am 5. Mai 2009 ausschließlich zum Download veröffentlicht. 

## Inhalt
| Liedteil   | Künstler           |
| Intro      | Eminem             |
| 1. Strophe | Dr. Dre und Eminem |
| Refrain    | Eminem             |
| 2. Strophe | Eminem             |
| 3. Strophe | Dr. Dre und Eminem |

Im Track thematisieren Eminem und Dr. Dre vor allem ihre jahrelange und erfolgreiche Zusammenarbeit sowie den Konsum von Drogen. 
Beim Intro parodiert Eminem die Ansage eines Flugzeugpiloten und sagt, dass man nun die Höhe erreicht habe, um in der Kabine zu rauchen. Dr. Dre beginnt nun darüber zu rappen, dass er zusammen mit Eminem zurück sei und es kein vergleichbares Duo im Hip-Hop gebe. Eminem schlüpft währenddessen in die Rolle seines Alter Egos Slim Shady, das mit Kettensäge auf der Suche nach Opfern ist. In der von Eminem gerappten Hookline heißt es, dass beide sich um der alten Zeiten willen wieder zusammengetan haben, um weitere Hits zu produzieren. Im ebenfalls von Eminem interpretierten zweiten Vers spitzt sich der Drogenkonsum zu. Nun nimmt Slim Shady neben Marihuana auch Vicodin zu sich und äußert sich sexistisch gegenüber Frauen. Im dritten Vers konsumiert Slim Shady Wodka, Kreatin sowie Red Bull und macht anschließend ironische Anspielungen gegenüber R. Kelly, der einst wegen Kindesmissbrauchs angeklagt war, aber freigesprochen wurde. Dr. Dre glorifiziert seinen Marihuana-Konsum, der ihm die künstlerische Kreativität gegeben habe, um die Spitze der Charts zu erreichen. Daraufhin fragt Slim Shady, ob er etwas abhaben könne, weil es auch seinen Rap verbessere. Allerdings ist er schon so high, dass er in seine eigene Welt abdriftet und über Analsex phantasiert.

## Produktion
Der Beat des Liedes wurde von Eminems Entdecker und Produzent Dr. Dre, der ebenfalls auf dem Song zu hören ist, in Zusammenarbeit mit Mark Batson produziert. Dabei wurden keine Samples von Titeln anderer Künstler verwendet.

## Single

### Covergestaltung
Das Singlecover zeigt Eminem in schwarzer Kleidung, die Arme zu beiden Seiten ausgebreitet. Im Vordergrund stehen die weißen Schriftzüge Eminem, Old Time’s Sake und Feat. Dr. Dre, wobei letzterer mit einem blauen Balken unterlegt ist. Der Hintergrund ist komplett in schwarz gehalten.

### Chartplatzierungen
Old Time’s Sake erreichte Platz 25 in den US-amerikanischen und Rang 61 in den britischen Charts.
| ChartsChartplatzierungen       | Höchstplatzierung | Wochen |
| ------------------------------ | ----------------- | ------ |
| Vereinigtes Königreich (OCC)   | 61 (2 Wo.)        | 2      |
| Vereinigte Staaten (Billboard) | 25 (2 Wo.)        | 2      |